# Conophytum taylorianum
Conophytum taylorianum es una especie de planta suculenta perteneciente a la familia de las aizoáceas.  Es originaria de Sudáfrica.

## Descripción
Es una pequeña planta suculenta perennifolia de pequeño tamaño que alcanza los 4 cm de altura a una altitud de 650 - 1125    metros en Sudáfrica.
Está formada por pequeños cuerpos carnosos que forman grupos compactos de hojas casi esféricas, soldadas hasta el punto de que solo una muy pequeña diferencia separan a las dos hojas. En la naturaleza, los grupos de hojas se esconden entre las rocas y en las grietas, que retienen depósitos apreciable de arcilla y arena.

## Taxonomía
Conophytum taylorianum fue descrita por (Dinter & Schwantes)  N.E.Br. y publicado en Gard. Chron. 1926, Ser. III. lxxix. 12.
Etimología
Conophytum: nombre genérico que deriva de las palabras griegas: κωνος (cono) = "cono" y φυτόν (phyton) = "planta".
taylorianum: epíteto
Variedad
- Conophytum taylorianum subsp. ernianum (Loesch & Tischer) de Boer ex S.A.Hammer

Sinonimia
- Conophytum taylorianum subsp. taylorianum
- Mesembryanthemum taylorianum Dinter & Schwantes (1925)
- Conophytum lavranosii Rawé (1980)[2][3]